# Oyo (miasto w Nigerii)
Oyo – miasto w Nigerii, największe miasto w stanie Oyo. Niegdyś stolica państwa Oyo.
Z Oyo pochodzi Toyin Augustus, nigeryjska lekkoatletka, specjalizująca się w biegu na 100 metrów przez płotki.
W mieście rozwinął się przemysł spożywczy, tytoniowy oraz rzemieślniczy.